# Філіппов Олександр Павлович
Філіппов Олександр Павлович (7 листопада 1932 — 15 жовтня 2011, Уфа) — поет, перекладач, літератор, Народний поет Республіки Башкортостан.

## Біографія
У 1955 році закінчив Башкирський педагогічний інститут імені К.А Тімірязєва в Уфі, працював вчителем в селі Ішли Аургазинського району Башкортостану, потім кореспондентом Башкирського радіо в Кумертау, Салаваті.
З 1961 року — в Уфі: редактор молодіжних передач Комітету з телебачення і радіомовлення при Раді Міністрів Башкирської АРСР (1961—1968). Член Союзу письменників СРСР з 1965 р.
З 1991 року — головний редактор газети «Истоки» [Архівовано 20 травня 2020 у Wayback Machine.].
У 1968 році обраний керівником секції російських письменників Спілки письменників Башкирської АРСР. З 1983 по 1991 рік очолював Літературний фонд Спілки письменників Башкирської АРСР, був членом Ради з питань зв'язків з іноземними письменниками і правління Літературного фонду Спілки письменників СРСР, членом редакційної колегії кількох видань. Був депутатом Кіровської районної ради Уфи, членом Президентської ради Республіки Башкортостан.
Багато подорожував, був у Анголі, Конго, В'єтнамі, на Кубі, в Угорщині, НДР та інших країнах.
Похований на Південному кладовищі в Уфі.

## Творчість
Філіпповим створено понад 30 книг: «Зірниці», «Зимовий сон», «Коли блискає блискавка», «Пам'ять землі» (1968), «Пора тополиних хуртовин» (1972), «І багато-багато років» (1976), «Переліски» (1981), «Добрий світ. Вибрані твори» (1982), «Склад» (1984), книга перекладів «Зоряні шляхи» (1989), «Біла верба» (1992) та інші.
Поетична збірка «Журавлиний політ». Переклад на російську мову поеми Муси Галі «Сонце і сльози».
Поеми «Тиртей», «Шателяр», «Поет і кіннотник» про Салавата Юлаєва, «Птахи», «Сербіянка», «Високе світло».
Переклади на російську мову башкирських авторів: «Зимагори» С. Міфтахова, «Син Вітчизни» Х. Гіляжева, романи «Бахтізін» В. Ісхакова, «Пам'ятники для живих» Ф. Ісянгулова, лібрето З. Ісмагілова «Салават Юлаєв».
За сценарієм Філіппова в 1965 році знятий фільм «Башкирський мед». Фільм удостоєний першої премії на Міжнародному конкурсі в Бухаресті.

## Нагороди та премії
- Республіканська молодіжна премія імені Г. Саляма (1972) — за книгу «Пора тополиних хуртовин»;
- Орден Салавата Юлаєва;
- Заслужений працівник культури Республіки Башкортостан;
- Народний поет Республіки Башкортостан (2004).